# ボルチモア (重巡洋艦)
| USS Baltimore (CA-68) |                                                               |
| 艦歴                  |                                                               |
| 発注:                 |                                                               |
| 起工:                 | 1941年5月26日                                                 |
| 進水:                 | 1942年7月28日                                                 |
| 就役:                 | 1943年4月15日                                                 |
| 退役:                 | 1956年5月31日                                                 |
| 除籍:                 | 1971年2月                                                     |
| その後:               | 1972年に廃棄                                                  |
| 性能諸元              |                                                               |
| 排水量:               | 13,600 トン                                                   |
| 全長:                 | 673 ft 5 in (205.3 m)                                         |
| 全幅:                 | 70 ft 10 in (21.6 m)                                          |
| 吃水:                 | 26 ft 10 in (8.2 m)                                           |
| 機関:                 |                                                               |
| 最大速:               | 33 ノット                                                     |
| 乗員:                 | 士官、兵員1,142名                                             |
| 兵装:                 | 55口径8インチ砲9門、 38口径5インチ砲12門、 40mm機銃、20mm機銃 |
| 搭載機:               | OS2U キングフィッシャー2機                                    |

ボルチモア (USS Baltimore, CA-68) は、アメリカ海軍の重巡洋艦。ボルチモア級の1番艦。艦名はメリーランド州ボルチモアに因む。その名を持つ艦としては5隻目。

## 艦歴
ボルチモアは1941年5月26日にマサチューセッツ州クインシーのベスレヘム・スチール社、フォアリバー造船所で起工し、1942年7月28日にハワード・W・ジャクソンボルチモア市長夫人によって進水する。1943年4月15日にW・C・カルフーン艦長の指揮下就役し、太平洋艦隊に配属された。
1943年11月から1944年6月にかけて、ボルチモアはマキン島上陸（1943年11月20日 - 12月4日）、クェゼリン侵攻（1944年1月29日 - 2月8日）、トラック島攻撃（2月16日 - 2月17日）、エニウェトク制圧（2月17日 - 3月2日）、マリアナ諸島攻撃（2月21日 - 2月22日）、パラオ - ヤップ - ウルシー - ウォレアイ攻撃（3月30日 - 4月1日）、ホーランディア上陸（4月21日 - 4月24日）、トラック - サタワン - ポナペ攻撃（4月29日 - 5月1日）、マーカス島空襲（5月19日 - 5月20日）、ウェーク島空襲（5月23日）、サイパン侵攻（6月11日 - 6月24日）、マリアナ沖海戦（6月19日 - 6月20日）等に参加し、火力支援、援護を行った。
1944年7月に帰国すると、ボルチモアはフランクリン・ルーズベルト大統領とその一行を乗せ、真珠湾に向けて出航する。大統領はチェスター・ニミッツ提督、ダグラス・マッカーサー将軍と会った後にアラスカに向かい、1944年8月9日に下艦した。
ボルチモアは1944年11月に戦線復帰、第3艦隊に配属され、ルソン島攻撃（1944年12月14日 - 16日、1945年1月6日 - 7日）、台湾攻撃（1月3日、4日、9日、15日、21日）、中国沿岸攻撃（1月12日、16日）、沖縄攻撃（1月22日）に参加した。
1月26日にボルチモアは第5艦隊に合流し、日本本土攻撃（2月16日、17日）、硫黄島侵攻作戦（2月19日 - 3月5日）、沖縄戦での第5艦隊の支援（3月18日 - 6月10日）といった一連の戦闘に参加する。
8月15日に日本は降伏し、ボルチモアはマジック・カーペット作戦に参加、帰還兵の輸送を行い、また日本の占領業務に参加する（1945年11月29日 - 1946年2月17日）。1946年2月17日に本国への帰路に就き、帰国すると1946年7月8日にワシントン州ブレマートンで予備役となる。
ボルチモアは1951年11月28日に再就役し、大西洋艦隊に配属される。1952年、53年、54年の夏には第6艦隊に配属され地中海に展開する。1953年6月にアメリカ海軍の代表としてスピットヘッドで行われたエリザベス2世による戴冠記念観艦式に参加する。1955年1月5日に太平洋艦隊へ転属となり、1955年2月から8月まで第7艦隊の一部として極東に展開した。
ボルチモアは任務を完了し、帰国するとモスボール保管に入る。1956年5月31日にワシントン州ブレマートンで予備役となり、1971年2月15日に除籍、1972年5月10日に売却されオレゴン州ポートランドでスクラップとして処分された。
ボルチモアは第二次世界大戦の戦功で9つの従軍星章を受章した。

### 北朝鮮のプロパガンダ
朝鮮民主主義人民共和国（北朝鮮）は、朝鮮戦争中の1950年7月2日に発生した注文津港海戦にて朝鮮人民軍海軍第2魚雷艇隊の魚雷艇21号がボルチモアを「撃沈」したと当時から主張している。その戦功により第2魚雷艇隊には近衛称号（ソ連赤軍における親衛称号に相当）が与えられ、平壌直轄市の祖国解放戦争勝利記念館に魚雷艇21号がボルチモア被雷の瞬間のイラストと共に展示されている。しかし、実際にはボルチモアは朝鮮戦争には従軍しておらず、また他のアメリカ海軍艦艇に同様な被害もなく、このボルチモア「撃沈」は誤認および捏造である。

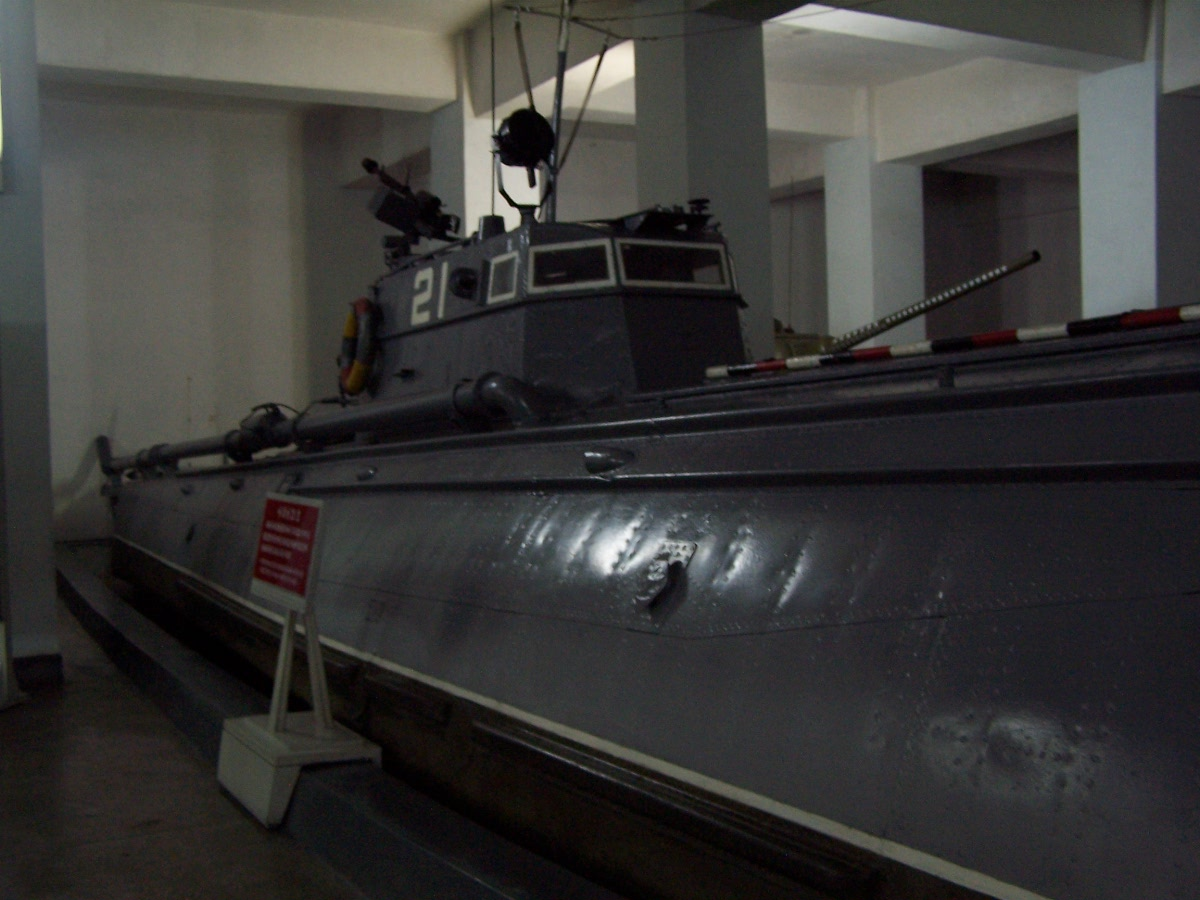
ボルチモアを「撃沈」したという魚雷艇21号
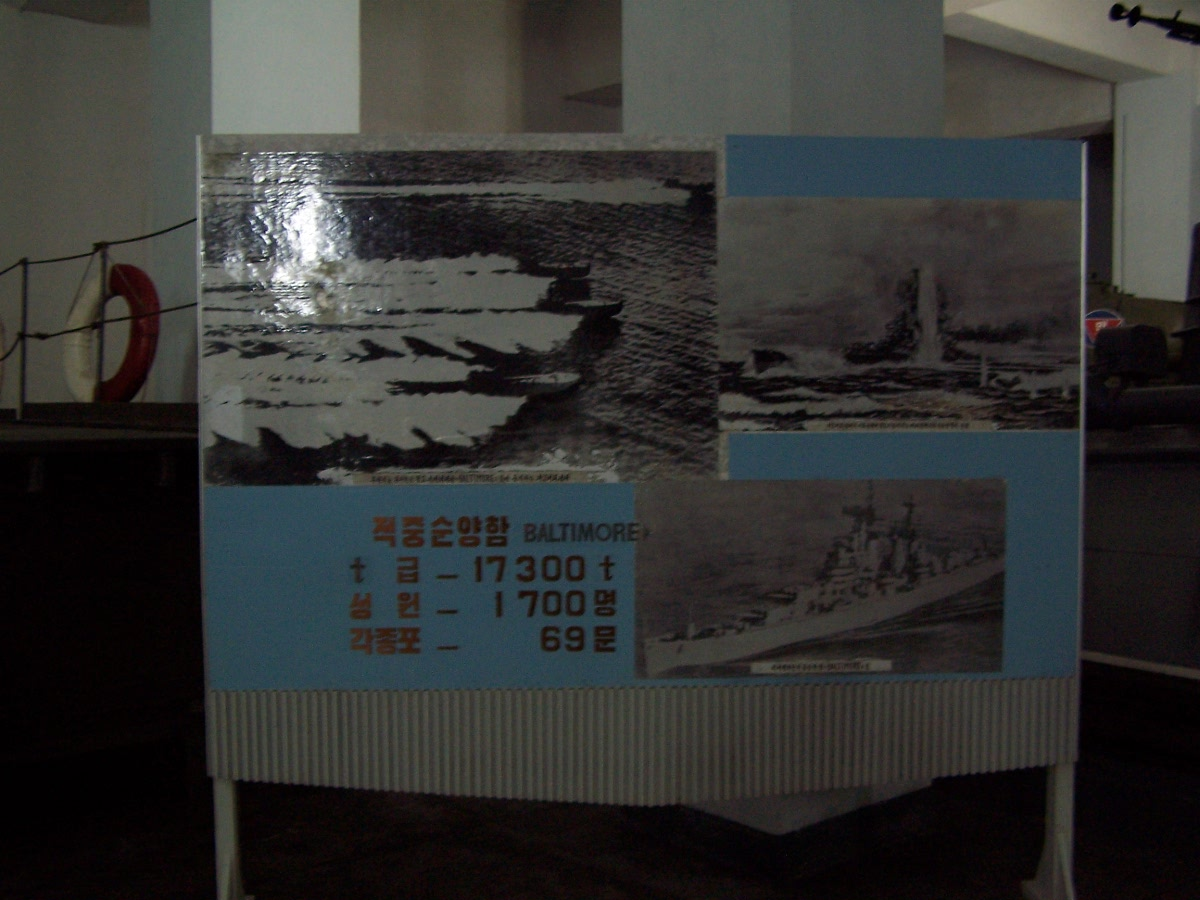
解説ボード